# Карл Хејн
Карл Јакоб Хејн (ест. Karl Jakob Hein; 13. април 2002) естонски је фудбалер који игра на позицији голмана. Тренутно наступа за Реал Ваљадолид на позајмици из Арсенала и за репрезентацију Естоније.

## Клупска каријера
Хејн је свој први професионални уговор са Арсеналом потписао у мају 2019. године. Дебитовао је за први тим Арсенала 10. новембра 2022. у трећем колу Лига купа против Брајтона. Дана 24. јануара 2022. отишао је на позајмицу Редингу где је забележио пет наступа.
Дана 13. августа 2024. је отишао на позајмицу Ваљадолиду.

## Репрезентативна каријера
Хејн је за сениорску репрезентацију Естоније дебитовао против Грузије у Лиги нација. Од свог дебија, постао је редован стартер за Естонију.